# Schoenobius endochalybella
Schoenobius endochalybella là một loài bướm đêm trong họ Crambidae.